# Atlantikus–észak-amerikai flóraterület

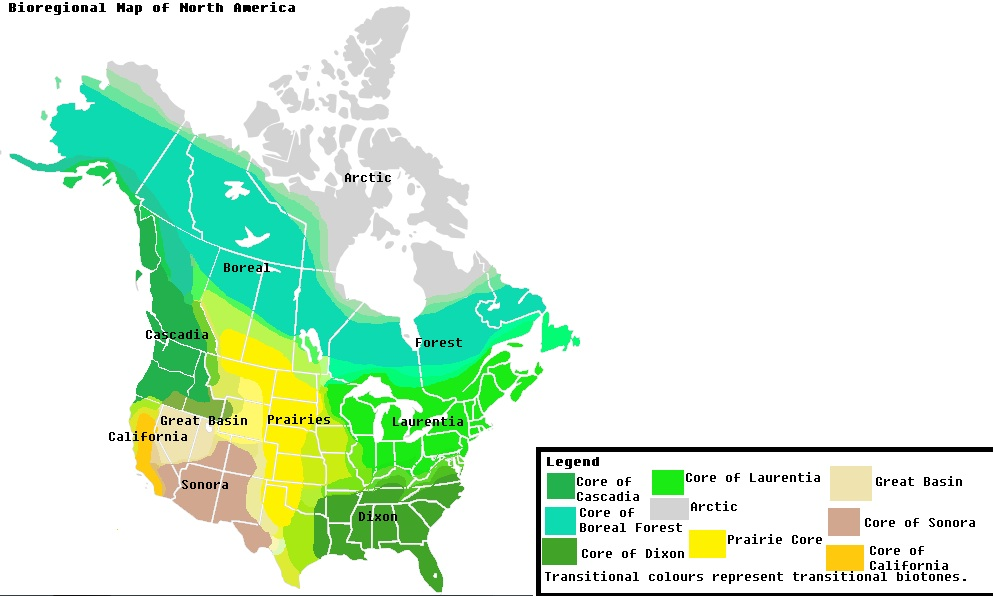
Észak-Amerika biorégiói. A Laurentia biorégió körülbelül az Appalache flóratartománynak, a Dixon az atlanti–mexikóinak és a Prairies a préri flóratartománynak felel meg.

Az atlantikus–észak-amerikai flóraterület az északi flórabirodalom (Holarktisz) része. Flórája az európai növényzet közeli rokona – több vikariáló fajjal, közös nemzetségekkel (tölgy, bükk, dió, gesztenye, nyír stb.).

## Határai, felosztása
Északi határa az észak-amerikai–boreális flóraterület, azaz a tajga déli határa Észak-Kanadában; nyugaton a pacifikus–észak-amerikai flóraterülettel határos. Keleti határa az Atlanti-óceán, déli a Mexikói-öböl partja (e tengerek szigetei már más flóraterületekhez tartoznak).
Területét három flóratartományra tagolják:
- Appalache flóratartomány: az Appalache-hegység és a Nagy-tavak vidéke;
- atlanti–mexikói flóratartomány: az Appalache-hegységtől délre a Mexikói-öbölig;
- préri flóratartomány: az Appalache-hegységtől nyugatra a Sziklás-hegységig, illetve a pacifikus–észak-amerikai flóraterület határáig.

## Jellemző növénynemzetségek, illetve fajok
Karakteres, mind a pacifikus–észak-amerikai, mind az atlantikus–európai flóraterületről hiányzó nemzetségek, illetve fajok:
- akác (Robinia spp.) mintegy húsz fajjal,
- amerikai tőzegáfonya (Vaccinium macrocarpon)
- virginiai boróka (Juniperus virginiana)
- fekete dió (Juglans nigra),
- mocsárciprus (Taxodium spp.),
- simafenyő (Pinus strobus),
- amerikai ámbrafa (Liquidambar styraciflua),
- amerikai tulipánfa (Liriodendron tulipifera),
- ecetfa (Rhus typhina)[1]

A kelet-ázsiai flóraterülettel közös fája a hikoridió (Carya). Ennek fajai a két növényföldrajzi egység között elterülő pacifikus–észak-amerikai flóraterületről a pleisztocén időszakban kipusztultak, és azóta sem települtek vissza.